# Inis Cathaig
Inis Cathaig (łac. Dioecesis Insulae Cathensis, ang. Diocese of Scattery Island) – stolica historycznej diecezji w Irlandii, erygowanej ok. V wieku, a zlikwidowanej w roku 1188. Współcześnie miejscowość Kilrush w prowincji Munster. Obecnie katolickie biskupstwo tytularne.

## Biskupi tytularni
| Lp. | Biskup                 | Funkcja                              | Od               | Do               |
| --- | ---------------------- | ------------------------------------ | ---------------- | ---------------- |
| 1   | Thomas Jerome Welsh    | biskup pomocniczy Filadelfii (USA)   | 18 lutego 1970   | 4 czerwca 1974   |
| 2   | William Anthony Hughes | biskup pomocniczy Youngstown (USA)   | 23 lipca 1974    | 13 kwietnia 1979 |
| 3   | John Heaps             | biskup pomocniczy Sydney (Australia) | 4 września 1981  | 21 czerwca 2004  |
| 4   | Frank Caggiano         | biskup pomocniczy Brooklynu (USA)    | 6 czerwca 2006   | 31 lipca 2013    |
| 5   | Josef Graf             | biskup pomocniczy Ratyzbony (Niemcy) | 24 kwietnia 2015 |                  |